# Robbie Vandaele
Robbie Vandaele (Torhout, 24 april 1972) is een Belgisch voormalig professioneel wielrenner. Hij reed voor onder meer Palmans. Eerder liep hij een halfjaar stage bij Lotto.
Zijn broer Erwin Vandaele was ook kortstondig professioneel wielrenner.

## Belangrijkste overwinningen
1994
- Kattekoers

1997
- Stadsprijs Geraardsbergen
- Omloop van het Houtland

## Grote rondes
Geen